# Lets voetbalkampioenschap 1956
In 1956 werd het 13e voetbalseizoen gespeeld van de Letse SSR, voorheen was Letland onafhankelijk en speelden de clubs in de  Virslīga. 
Sarkanais Metalurgs werd voor 7e keer kampioen.

## Stand
| Pos | Team                | Wed | W  | G | V  | Ptn | DV | DT | +/− |
| --- | ------------------- | --- | -- | - | -- | --- | -- | -- | --- |
| 1   | Sarkanais Metalurgs | 26  | 24 | 2 | 0  | 50  | 82 | 13 | +69 |
| 2   | RVR                 | 26  | 16 | 6 | 4  | 38  | 66 | 21 | +45 |
| 3   | RER                 | 26  | 16 | 5 | 5  | 37  | 63 | 15 | +48 |
| 4   | VEF                 | 26  | 14 | 3 | 9  | 31  | 44 | 31 | +13 |
| 5   | ASK                 | 26  | 13 | 4 | 9  | 30  | 46 | 30 | +16 |
| 6   | Vulkans             | 26  | 13 | 4 | 9  | 30  | 53 | 50 | +3  |
| 7   | Lokomotive          | 26  | 12 | 3 | 11 | 27  | 65 | 43 | +22 |
| 8   | Dynamo Rezekne      | 26  | 11 | 3 | 12 | 25  | 29 | 38 | −9  |
| 9   | Daugavas SP         | 26  | 8  | 3 | 15 | 19  | 43 | 44 | −1  |
| 10  | Varpa               | 26  | 8  | 2 | 16 | 18  | 27 | 87 | −60 |
| 11  | Talsi FK            | 26  | 6  | 3 | 17 | 15  | 23 | 56 | −33 |
| 12  | Daugavpils FK       | 25  | 6  | 2 | 17 | 14  | 17 | 82 | −65 |
| 13  | Dinamo Rīga         | 27  | 4  | 4 | 19 | 12  | 20 | 68 | −48 |

## Kampioen
| Virslīga 1956                           |
| Letland                                 |
| --------------------------------------- |
| Sarkanais Metalurgs Kampioen (7° titel) |